# Cavallo (Einheit)
Cavallo war ein Brennholzmaß in Cattaro, jetzt Kotor, einer Hafenstadt am südöstlichen Ende der Bucht von Kotor (Adria) in Montenegro. Eine andere Bezeichnung für die sogenannte Pferdelast, die Traglast eines Pferdes, war die Chariche. Man verkaufte das Holz auch nach Bürden oder Fasci. 14 Pferdelast oder 28 Bürden entsprachen einer Wiener Klafter, als etwa 3,4 Kubikmeter. In Sign wurden 20 Lasten und in Imotski 23 Lasten auf einer Klafter gerechnet.
Die Größe der Bürde wird als eine Holzmenge angegeben, die eine Frau tragen konnte. Männer trugen aus Scham kein Holz. 